# 莱沙莱姆
莱沙莱姆（法語：Les Chalesmes，法語發音：[le ʃalɛm]）是法国汝拉省的一个市镇，位于该省东部，属于隆斯勒索涅区。

## 地理
莱沙莱姆（46°41'22"N, 6°2'17"E）面积9.47 平方千米，位于法国勃艮第-弗朗什-孔泰大區汝拉省，该省份为法国东部内陆省份，北起上索恩省，西北接科多尔省，西临索恩-卢瓦尔省，南至安省，东与杜省和瑞士接壤。
与莱沙莱姆接壤的市镇（或旧市镇、城区）包括：吉卢瓦、比耶代迈松、克朗、上丰西讷、莱普朗什昂蒙塔涅、锡罗。

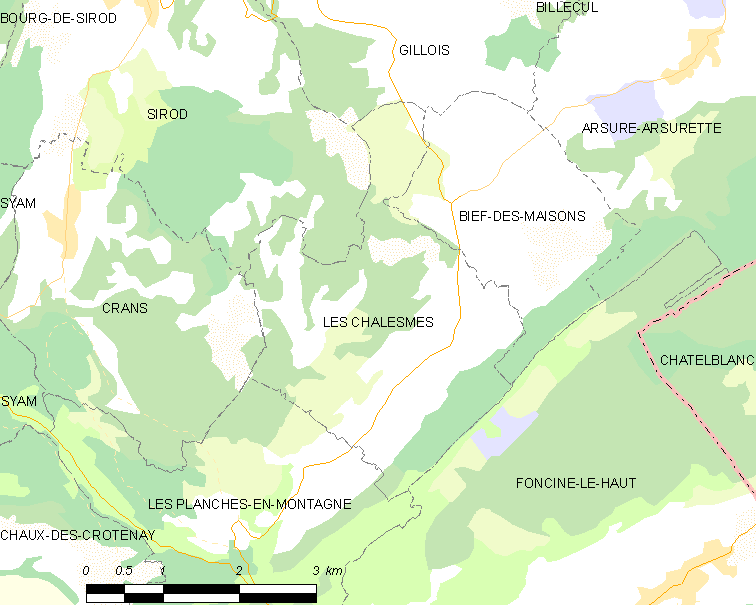
莱沙莱姆的OSM定位图

莱沙莱姆的时区为UTC+01:00、UTC+02:00（夏令时）。

## 行政
莱沙莱姆的邮政编码为39150，INSEE市镇编码为39091。

## 政治
莱沙莱姆所属的省级选区为圣洛朗昂格朗沃县。

## 人口

1962-2008年间莱沙莱姆人口变化图示

莱沙莱姆于2022年1月1日时的人口数量为83人。